# Мартин Стукало
Мартин Стукало (Стук) (*д/н —після 1699) — український політичний та військовий діяч, кошовий отаман Війська Запорізького з листопада 1698 до червня 1699 року.

## Життєпис
Про місце і дату народження немає відомостей. В середині 1690-х років обіймав посаду військового осавула. У листопаді 1698 року обирається кошовим отаманом замість Григорія Яковенка. Очолював загони запорожців у війні з кримсько-татарськими загонами під час війни Московії з Османською імперією. Втім вже у січні 1699 року було укладено мир, що не влаштовувало запорожців. Незважаючи на укладене перемир'я, запорізькі козаки зовсім не збиралися припиняти воєнних дій.
У травні 1699 року кошовий Стукало відіслав прохання гетьманові Мазепі прислати на Кіш грошей і борошна для Запорізького Війська, котре «зібралося немалим зібранням і з котрого знаходиться багато охочих як для здобування язиків, так і для відсічі неприятеля на випадок, якби бусурмани захотіли виконати свій задум про здобуття міст Таванська й Кизикермена, згідно з вістями, отриманими запорожцями і запорожцями доставленими гетьманові». Кошовий отаман уклінно просив якомога скоріше прислати необхідні гроші й припаси в Січ, бо інакше зібране військо могло розійтися по містах і по різних місцях, і тоді важко було б зібрати його з усіх усюд «до охочої воєнної справи».
Не дочекавшись відповіді на прохання про допомогу хлібом і грішми, той самий кошовий доповів гетьманові про те, що січове товариство, зібравшись із ватажним отаманом на чолі, ходило водою по Дніпру на лиман, здобуло там під Очаковом двох язиків і повернулося назад. Звістка про похід запорожців проти татар дійшла до царя Петра I, й той відіслав гетьманові Мазепі грамоту з наказом послати відомість запорожцям про укладений мирний договір між Туреччиною і Московським царством та з вимогою козакам припинити всілякі сварки й зачіпки з турками і татарами. У сам Кіш із такою самою звісткою послали стряпчого Михайла Текутьєва й піддячого Степана Фролова.
Невдовзі після від'їзду московського посольства з Січі Стукала було позбавлено посади. Про причини цього невідомо. Стосовно його подальшої діяльності також нічого невідомо.